# Арсенід індію

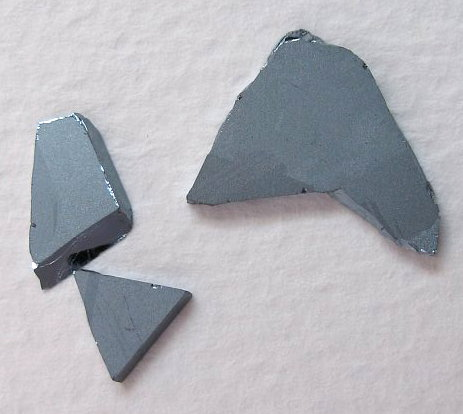

Арсені́д індію (InAs) — кристалічна речовина, сполука індію з арсеном.
Прямозонний напівпровідник, володіє дуже малою шириною забороненої зони (0.354 еВ при 300 K). 
1. ↑  Indium arsenide